# دوبرینیشته
دوبرینیشته شهری در استان بلاگووگراد کشور بلغارستان است که جمعیت آن در سال ۲۰۰۱ میلادی ۲٬۹۱۹ نفر بوده‌است.